# Saint-Étienne-Roilaye
Saint-Étienne-Roilaye település Franciaországban, Oise megyében. Lakosainak száma 292 fő (2022. január 1.). Saint-Étienne-Roilaye Retheuil, Chelles, Croutoy, Cuise-la-Motte és Pierrefonds községekkel határos.

## Népesség
A település népessége az elmúlt években az alábbi módon változott:
| Lakosok száma | 330  | 326  | 327  | 310  | 302  | 296  | 290  | 284  | 292  |
|               | 2013 | 2015 | 2016 | 2017 | 2018 | 2019 | 2020 | 2021 | 2022 |